# Diecezja Matamoros-Reynosy
Diecezja Matamoros-Reynosy, do 2024 diecezja Matamoros (łac. Dioecesis Matamorensis) – diecezja Kościoła rzymskokatolickiego w Meksyku, sufragania archidiecezji Monterrey.

## Historia
16 lutego 1958 roku papież Pius XII konstytucją apostolską Haud inani erygował diecezję Matamoros. Dotychczas wierni z tych terenów należeli do diecezji Tampico.
21 grudnia 1964 roku diecezja utraciła część swego terytorium na rzecz nowo powstającej diecezji Ciudad Victoria, zaś 6 listopada 1989 roku na rzecz diecezji Nuevo Laredo.
22 lipca 2024, nazwa diecezji została zmieniona na Matamoros-Reynosa, a kościół pw. NMP z Guadalupe w Reynosie został podniesiony do rangi konkatedry.

## Ordynariusze
- Estanislao Alcaraz y Figueroa (1959–1968)
- Sabás Magaña García (1968–1990)
- Francisco Javier Chavolla Ramos (1991–2003)
- Faustino Armendáriz Jiménez (2005–2011)
- Ruy Rendón Leal (2011–2016)
- Eugenio Andrés Lira Rugarcía (od 2016)